# 5ª edizione dei British Academy Video Game Awards
La quinta edizione dei British Academy Video Games Awards, premiazione istituita dalla British Academy of Film and Television Arts, si è tenuta il 10 marzo 2009 presso l'Hotel Hilton di Londra.  Call of Duty 4: Modern Warfare e Grand Theft Auto IV, con sette candidature sono stati i giochi più nominati di quest'edizione.

## Vincitori e candidati

### Miglior gioco d'azione o d'avventura
- Fable II – Lionhead Studios/Microsoft Game Studios

- Call of Duty 4: Modern Warfare – Infinity Ward/Activision
- Dead Space – Visceral Games/Electronic Arts
- Grand Theft Auto IV – Rockstar North/Rockstar Games
- Prince of Persia – Ubisoft Montreal/Ubisoft
- Tomb Raider: Underworld – Crystal Dynamics/Eidos Interactive

### Miglior gioco di sport
- Race Driver: Grid – Codemasters/Codemasters

- FIFA 09 – EA Canada/EA Sports
- Football Manager 2009 – Sports Interactive/SEGA
- MotorStorm: Pacific Rift – Evolution Studios/Sony Computer Entertainment
- Pure – Black Rock Studio/Disney Interactive Studios
- Wii Fit – Nintendo EAD Group No. 5/Nintendo

### Miglior direzione artistica
- LittleBigPlanet – Media Molecule

- Assassin's Creed – Ubisoft Montreal/Ubisoft
- Call of Duty 4: Modern Warfare – Infinity Ward/Activision
- Dead Space – Visceral Games/Electronic Arts
- Gears of War 2 – Epic Games/Microsoft Game Studios
- Metal Gear Solid 4: Guns of the Patriots – Konami/Konami

### Miglior gioco di strategia
- Civilization Revolution – Firaxis Games/2K Games

- Advance Wars: Dark Conflict – Intelligent Systems/Nintendo
- Command & Conquer: Red Alert 3 – EA Los Angeles/Electronic Arts
- Ninjatown – Venan Entertainment/SouthPeak Games
- SOCOM: U.S. Navy SEALs Tactical Strike – Slant Six Games/Sony Computer Entertainment
- Viva Piñata: Pocket Paradise – Rare/THQ

### Gioco dell'anno
- Super Mario Galaxy – Nintendo EAD Tokyo/Nintendo

- Call of Duty 4: Modern Warfare – Infinity Ward/Activision
- Fable II – Lionhead Studios/Microsoft Game Studios
- Fallout 3 – Bethesda Game Studios/Bethesda Softworks
- Grand Theft Auto IV – Rockstar North/Rockstar Games
- Rock Band – Harmonix/MTV Games and Electronic Arts

### Miglior storia e personaggi
- Call of Duty 4: Modern Warfare – Jesse Stern, Infinity Ward/Activision

- Assassin's Creed – Corey May, Ubisoft Montreal/Ubisoft
- Fable II – Peter Molyneux, Lionhead Studios/Microsoft Game Studios
- Fallout 3 – Emil Pagliarulo, Bethesda Game Studios/Bethesda Softworks
- Grand Theft Auto IV – Dan Houser, Rupert Humphries, Rockstar North/Rockstar Games
- Mass Effect – Drew Karpyshyn, BioWare/Microsoft Game Studios

### Miglior gioco casual
- Boom Blox – EA Los Angeles and Amblin Interactive/Electronic Arts

- Buzz!: Quiz TV – Relentless Software/Sony Computer Entertainment Europe
- Guitar Hero World Tour – Neversoft/Activision
- LittleBigPlanet – Media Molecule/Sony Computer Entertainment
- SingStar Vol. 2 – SIE London Studio/Sony Computer Entertainment
- Wii Fit – Nintendo EAD Group No. 5/Nintendo

### Miglior direzione tecnica
- Spore – Maxis/Electronic Arts

- Assassin's Creed – Ubisoft Montreal/Ubisoft
- Fable II – Lionhead Studios/Microsoft Game Studios
- Fallout 3 – Bethesda Game Studios/Bethesda Softworks
- Grand Theft Auto IV – Rockstar North/Rockstar Games
- LittleBigPlanet – Media Molecule/Sony Computer Entertainment

### Miglior gameplay
- Call of Duty 4: Modern Warfare – Infinity Ward/Activision

- Grand Theft Auto IV – Rockstar North/Rockstar Games
- Left 4 Dead – Valve Corporation/Valve Corporation
- Mario Kart Wii – Nintendo EAD/Nintendo
- Rock Band – Harmonix/MTV Games and Electronic Arts
- Super Mario Galaxy – Nintendo EAD Tokyo/Nintendo

### Miglior sonoro
- Dead Space – Visceral Games/Electronic Arts

- Call of Duty 4: Modern Warfare – Infinity Ward/Activision
- Gears of War 2 – Epic Games/Microsoft Game Studios
- Grand Theft Auto IV – Rockstar North/Rockstar Games
- LittleBigPlanet – Media Molecule/Sony Computer Entertainment
- Super Mario Galaxy – Nintendo EAD Tokyo/Nintendo

### Miglior gioco portatile
- Il professor Layton e il paese dei misteri – Level-5/Nintendo

- Geometry Wars: Galaxies – Bizarre Creations and Kuju Entertainment/Sierra Entertainment
- God of War: Chains of Olympus – Ready at Dawn and SCE Santa Monica Studio/Sony Computer Entertainment
- The Legend of Zelda: Phantom Hourglass – Nintendo EAD/Nintendo
- Patapon – Pyramid and SCE Japan Studio/Sony Computer Entertainment
- Soul Bubbles – Mekensleep

### BAFTA One's to Watch Award
- Boro Toro – DarkMatter Designs

- Origamee
- Vegeme

### Miglior multiplayer
- Left 4 Dead – Valve Corporation/Valve Corporation

- Buzz! Quiz TV – Relentless Software/Sony Computer Entertainment Europe
- Call of Duty 4: Modern Warfare – Infinity Ward/Activision
- Gears of War 2 – Epic Games/Microsoft Game Studios
- Mario Kart Wii – Nintendo EAD/Nintendo
- Rock Band – Harmonix/MTV Games and Electronic Arts

### Miglior colonna sonora originale
- Dead Space – Jason Graves, Visceral Games/Electronic Arts

- Assassin's Creed – Jesper Kyd, Ubisoft Montreal/Ubisoft
- Fable II – Danny Elfman, Russell Shaw, Lionhead Studios/Microsoft Game Studios
- Fallout 3 – Inon Zur, Bethesda Game Studios/Bethesda Softworks
- LittleBigPlanet – Kenneth C M Young, Mat Clark, Daniel Pemberton, Media Molecule/Sony Computer Entertainment
- Metal Gear Solid 4: Guns of the Patriots – Harry Gregson-Williams, Nobuko Toda, Shuichi Kobori, Kazuma Jinnouchi, Konami/Konami

### Game award
- Call of Duty 4: Modern Warfare – Infinity Ward/Activision

- Fallout 3 – Bethesda Game Studios/Bethesda Softworks
- Gears of War 2 – Epic Games/Microsoft Game Studios
- Grand Theft Auto IV – Rockstar North/Rockstar Games
- Guitar Hero World Tour – Neversoft/Activision
- Left 4 Dead – Valve Corporation/Valve Corporation
- LittleBigPlanet – Media Molecule/Sony Computer Entertainment
- Il professor Layton e il paese dei misteri  – Level-5/Nintendo
- Wii Fit – Nintendo EAD Group No. 5/Nintendo
- World of Warcraft: Wrath of the Lich King – Blizzard Entertainment/Blizzard Entertainment